# Klasse van doornstruwelen
De klasse van doornstruwelen (Rhamno-Prunetea) is een klasse van syntaxa die loofstruweelvegetatie omvat die voorkomt op droge, neutrale tot basische bodems. De meeste gemeenschappen uit deze klasse worden gekenmerkt door doorn- en stekelstruiken, zoals eenstijlige meidoorn, sleedoorn en hondsroos.

## Naamgeving en codering
| Crataego monogynae-Prunetea spinosae Tx. 1962                                                |
| Rhamno-Prunetea Rivas Goday & Borja ex Tx. 1962                                              |
| Sambucetea Doing 1962                                                                        |
| Salici-Sambucetea Oberd. in Oberd., Görs, Korneck, Lohm., Th.Müll., G.Phil. & P.Seibert 1967 |

- Syntaxoncode voor Nederland (rVvN): r40
- BWK-karteringscodes: sp, sk

De wetenschappelijke naam Rhamno-Prunetea is afgeleid van de botanische namen van twee kensoorten van deze klasse; dit zijn respectievelijk wegedoorn (Rhamnus cathartica) en sleedoorn (Prunus spinosa).
De Nederlandse triviale naam 'klasse van doornstruwelen' betreft een zeer verwarrende naam. Lang niet alle syntaxa binnen deze klasse zijn namelijk doornstruwelen; zo omvat bijvoorbeeld de gehele trosvlier-orde geen doornstruwelen. Daarnaast zijn er ook andere vegetatieklassen die net zo goed vertegenwoordigd worden door doornstruweelgemeenschappen, zoals de klasse van kruipwilg- en duindoornstruwelen.

## Fysiognomie
Deze klasse van doornstruwelen wordt in de Lage Landen gekenmerkt door een dichte struiklaag, met verschillende al dan niet doornige struiken. De meest voorkomende zijn eenstijlige meidoorn, sleedoorn, gewone vlier, hondsroos, rode kornoelje en wilde kardinaalsmuts, veel minder algemeen zijn de wegedoorn, wilde liguster en egelantier.
In de struiken zijn dikwijls lianen te vinden, zoals de bosrank en de heggenrank. Zeldzamer zijn de hop, rode kamperfoelie en besanjelier.
In de kruidlaag zijn veel soorten gemeenschappelijk te vinden met de klasse van nitrofiele zomen (Galio-Urticetea), zoals de grote brandnetel, kleefkruid en hondsdraf.

## Ecologie
De klasse van doornstruwelen omvat plantengemeenschappen van matig natte tot droge, matig tot zeer voedselrijke standplaatsen op een neutrale tot basische bodem.
Doornstruwelen komen van nature voor als mantelvegetatie van verschillende bostypen, en binnen deze bossen als tijdelijk stadium op kapvlakten, als opvolger van begroeiingen uit de klasse van kapvlaktegemeenschappen. Verder vindt men ze vooral in niet al te natte duinen en op rotsen. De meeste doornstruwelen in Nederland en Vlaanderen zijn echter oorspronkelijk aangeplant in de vorm van houtwallen en heggen rond begraasde weilanden.

## Onderliggende syntaxa in Nederland en Vlaanderen
De klasse van doornstruwelen wordt in Nederland en Vlaanderen vertegenwoordigd door twee orden. In totaal omvat de klasse alhier een twaalftal associaties. Daarnaast wordt er klassebreed ook nog één derivaatgemeenschap onderscheiden.
- - sleedoorn-orde (Prunetalia spinosae)
    - verbond van sleedoorn en bramen (Pruno-Rubion sprengelii)
      - associatie van rode kornoelje en fraaie kambraam (Corno sanguineae-Rubetum vestiti)
      - associatie van sleedoorn en rode grondbraam (Pruno spinosae-Rubetum sprengelii)
      - associatie van egelantier en gedraaide koepelbraam (Roso rubiginosae-Rubetum affinis)

    - verbond van sleedoorn en meidoorn (Carpino-Prunion)
      - associatie van sleedoorn en eenstijlige meidoorn (Pruno-Crataegetum)
      - associatie van hondsroos en jeneverbes (Roso-Juniperetum)

    - liguster-verbond (Carpino-Prunion)
      - associatie van wegedoorn en eenstijlige meidoorn (Rhamno-Crataegetum)
      - associatie van rozen en liguster (Pruno spinosae-Ligustretum)
      - associatie van hazelaar en purperorchis (Orchido-Cornetum)

  - trosvlier-orde (Sambucetalia racemosae)
    - verbond van trosvlier en boswilg (Sambuco racemosae-Salicion capreae)
      - boswilg-associatie (Salicetum capreae)

    - verbond van wijfjesvaren en framboos (Athyrio filicis-feminae-Rubion idaei)
      - associatie van schaduwkruiskruid en tere woudbraam (Senecioni ovati-Rubetum iuvenis)
      - associatie van trosvlier en ruwe raspbraam (Sambuco racemosae-Rubetum rudis)
      - associatie van sierlijke woudbraam (Rubetum pedemontani)

- derivaatgemeenschap met dijkviltbraam (DG Rubus armeniacus-[Rhamno-Prunetea])

## Microgemeenschappen
De klasse van doornstruwelen vormt door de relatief goed belichte, eutrofe schors van de struweelvormende struiken een van de belangrijkste domeinen van veel epifytische microgemeenschappen uit de klasse van haarmutsen en vingermossen.

## Diagnostische taxa voor Nederland en Vlaanderen

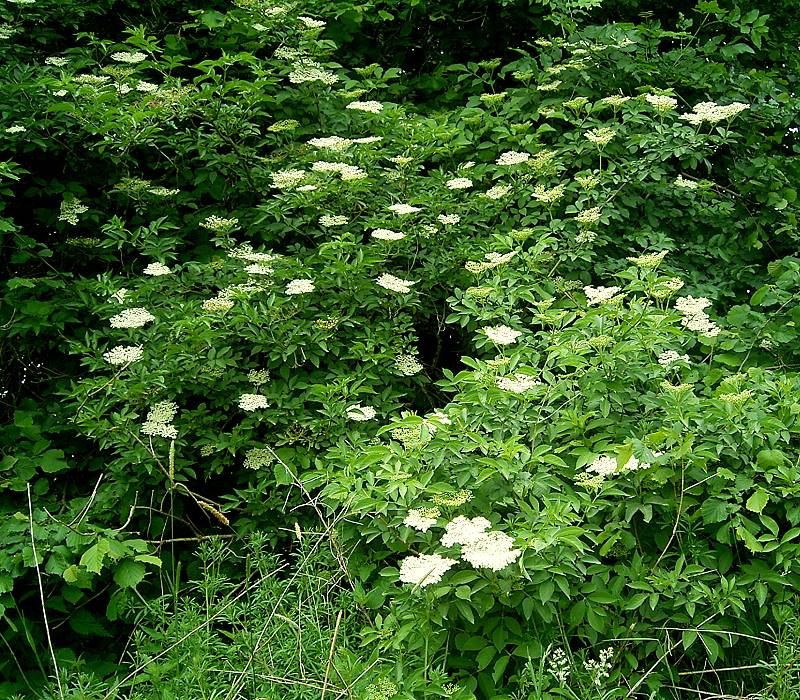
Gewone vlier

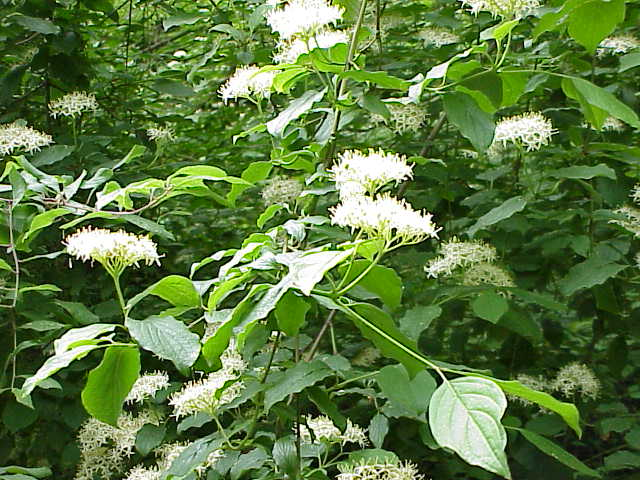
Rode kornoelje

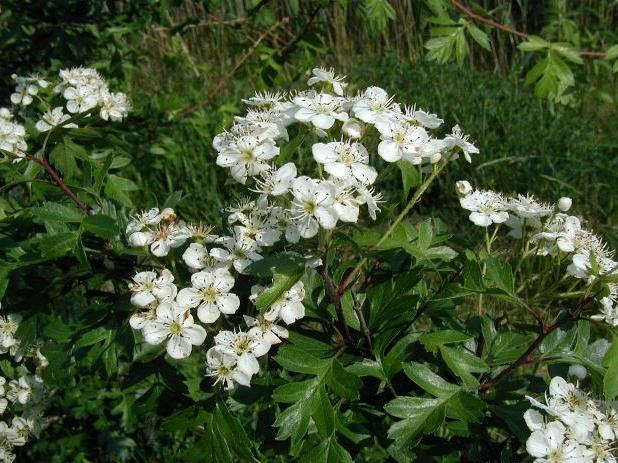
Eenstijlige meidoorn

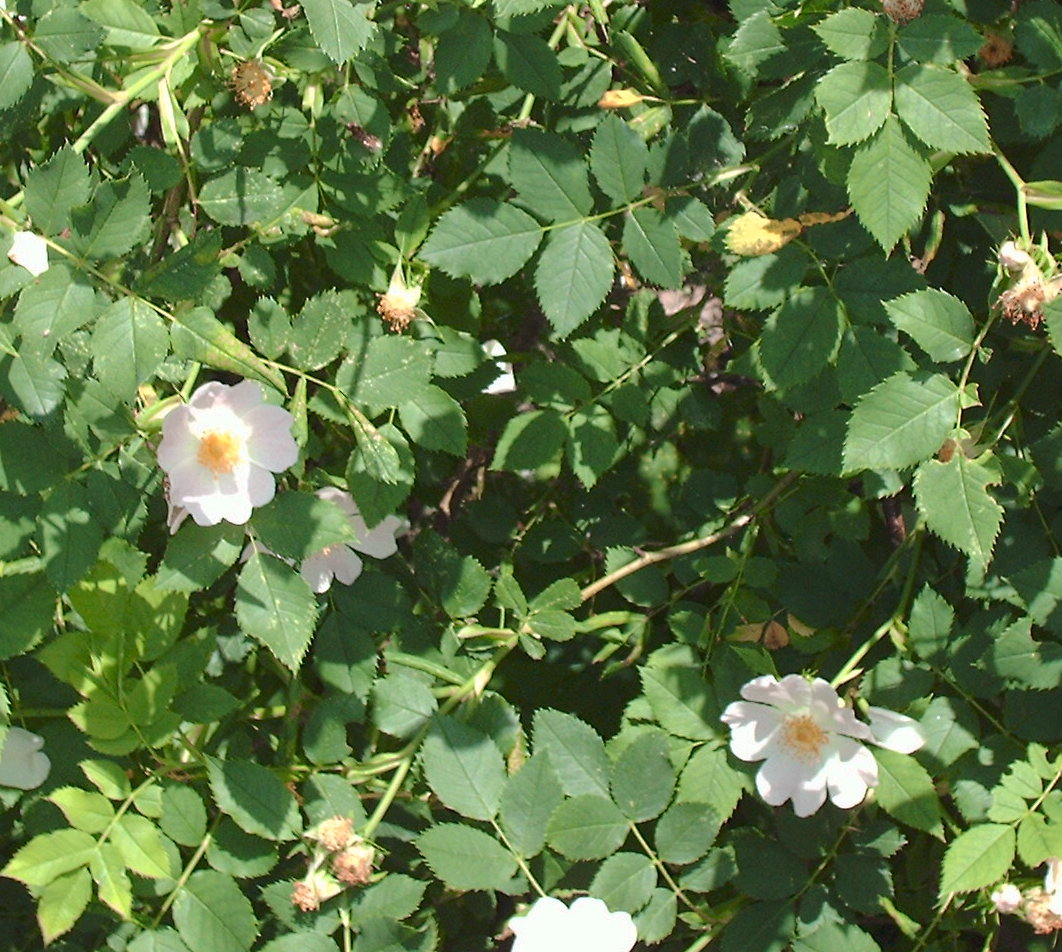
Hondsroos

In de onderstaande synoptische tabel staan de belangrijkste kensoorten en begeleidende soorten van de klasse van doornstruwelen voor Nederland en Vlaanderen.
Struiklaag
| Kentaxon | Diff. soort | Presentie | Triviale naam        | Botanische naam    | Opmerking |
| -------- | ----------- | --------- | -------------------- | ------------------ | --------- |
| kK       |             | 20 > 100% | gewone vlier         | Sambucus nigra     |           |
| kK       |             | 20 > 100% | rode kornoelje       | Cornus sanguinea   |           |
| kK       |             | 10 > 100% | eenstijlige meidoorn | Crataegus monogyna |           |
| kK       |             | 10 > 100% | hondsroos            | Rosa canina        |           |
| kK       |             | 0 > 70%   | wilde kardinaalsmuts | Euonymus europaeus |           |
| kK       |             | 20 > 50%  | sleedoorn            | Prunus spinosa     |           |
| kK       |             | 0 > 50%   | wegedoorn            | Rhamnus cathartica |           |
| kK       |             |           | heggenroos           | Rosa corymbifera   |           |
| kK       |             |           | beklierde heggenroos | Rosa tomentella    |           |
|          |             |           | egelantier           | Rosa rubiginosa    |           |
|          |             |           | wilde liguster       | Ligustrum vulgare  |           |

Kruidlaag
| Kentaxon | Diff. soort | Presentie | Triviale naam     | Botanische naam    | Opmerking |
| -------- | ----------- | --------- | ----------------- | ------------------ | --------- |
| kK       |             | 0 > 80%   | bosrank           | Clematis vitalba   |           |
| kK       |             | 0 > 50%   | heggenrank        | Bryonia dioica     |           |
| kK       |             | 0 > 10%   | koebraam          | Rubus ulmifolius   |           |
|          |             | 0 > 30%   | hop               | Humulus lupulus    |           |
|          |             |           | besanjelier       | Cucubalus baccifer |           |
|          |             |           | rode kamperfoelie | Lonicera xylosteum |           |

Moslaag
| Kentaxon | Diff. soort | Presentie | Triviale naam | Botanische naam     | Opmerking |
| -------- | ----------- | --------- | ------------- | ------------------- | --------- |
|          |             |           | kleisnavelmos | Oxyrrhynchium hians |           |

## Fotogalerij

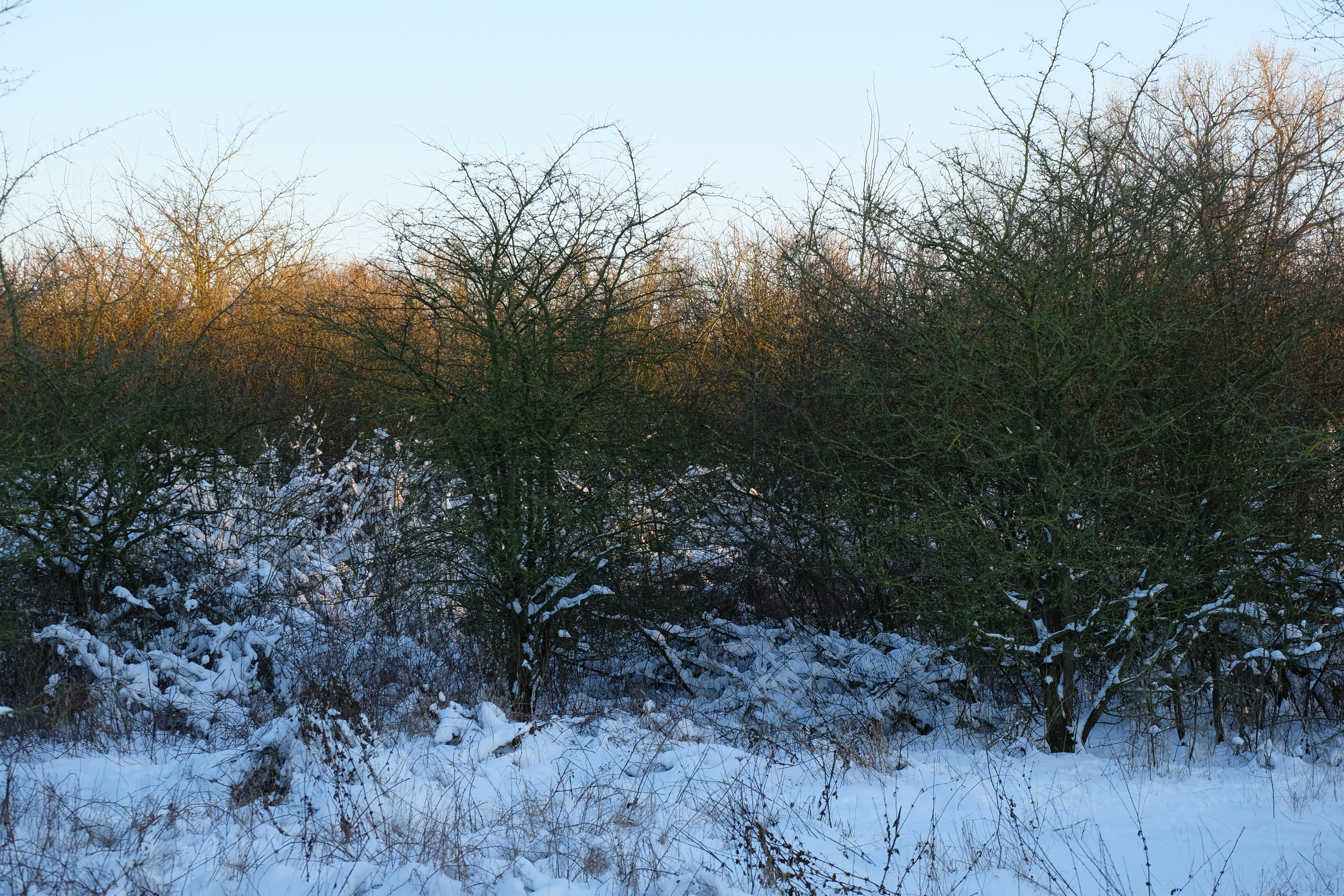
Winteraspect van de associatie van sleedoorn en eenstijlige meidoorn